# Pontrhydyfen
Pontrhydyfen är en by i Neath Port Talbot i Wales. Byn är belägen 42,8 km 
från Cardiff. Orten har 850 invånare (2016).